# Op Flohr Stadion
Op Flohr Stadion – wielofunkcyjny stadion położony w Luksemburgu, w miejscowości Grevenmacher. Głównie używany do rozgrywania meczów piłkarskich, jest aktualną siedzibą klubu CS Grevenmacher. Stadion ma pojemność 4 062 osób.